# Mamma qui comando io
Mamma qui comando io è un film del 2023 diretto Federico Moccia.

## Trama
Due genitori sono sul punto di separarsi  e aspettano la sentenza del giudice che dovrà affidare il loro figlio di 9 anni o a uno o all'altro ma con grande sorpresa saranno loro ad alternarsi nella casa di famiglia. A confondere ancora di più la situazione è  l'equivoco del ragazzino che pensa di essere lui il capo di casa, arrivando a far intervenire la polizia a seguito del baccano causato da una festa di casa.

## Distribuzione
Il film è stato distribuito nelle sale cinematografiche italiane a partire dal 14 settembre 2023.